# Li Xiong
Li Xiong (李雄) (274. – 334.), kurtoazno ime Zhongjuan (仲雋), formalno Emperor Wu of Cheng (Han) (成(漢)武帝), bio je prvi car kineske/Ba-Di države Cheng Han te se obično smatra njenim osnivačem (iako neki povjesničari osnivanje Cheng Hana pripisuju Li Xiongovom ocu Li Tee).  Li Xiongovo proglašenje sebe kao Princa od Chengdua godine 304. (i nezavisnosti od dinastije Jin) se obično smatra početkom razdoblja Šesnaest kraljevstava.

## Vanjske poveznice
- History of China:  A good catalogue of info  Arhivirana inačica izvorne stranice od 22. travnja 2017. (Wayback Machine)